# Rodovia Marechal Rondon
La Rodovia Marechal Rondon, ufficialmente SP-300, è un'autostrada brasiliana che unisce il centro con il nord-ovest dello stato di San Paolo.